# 애프터 어스
애프터 어스(After Earth)는 2013년 공개된 미국의 SF 영화이다.

## 줄거리
서기 3000년, 인류는 환경 재앙으로 인해 지구를 떠나 노바 프라임이라는 행성에 정착한다. 외계 종족 스크렐은 '어사'라는 공포를 감지하는 생물을 이용해 노바 프라임을 침략하려 한다. 레인저 부대는 '고스팅'이라는 기술로 어사를 제압하지만, 부대장 사이퍼 레이지의 딸 센시가 어사에게 살해당한다. 센시의 남동생 키타이는 누나의 죽음에 죄책감을 느끼고 레인저가 되기 위해 노력하지만, 훈련에서 탈락한다. 은퇴를 앞둔 사이퍼는 아들 키타이를 데리고 마지막 비행에 나선다. 하지만 이들의 우주선은 소행성 폭풍에 휘말려 버려진 지구에 추락한다.
추락 사고로 사이퍼는 다리가 부러지고, 구조 신호를 보낼 수 있는 메인 비컨도 파손된다. 사이퍼는 키타이에게 우주선 잔해에 있는 보조 비컨을 찾아 구조 요청을 하라고 지시한다. 키타이는 아버지의 무기와 통신 장치, 산소 공급 캡슐을 받아 지구의 위험한 환경 속으로 여정을 시작한다. 그는 진화한 동물과 식물을 피하고 급격한 기온 변화를 조심해야 한다.
여행 중 키타이는 여러 위험에 처한다. 마비시키는 거머리에 물려 자가 치료를 하고, 원숭이 무리를 피해 도망치다 캡슐 두 개를 망가뜨린다. 피난처에서 아버지에게 고스팅 기술에 대한 이야기를 듣고, 절벽 폭포에 도착해 캡슐 손실을 고백한다. 아버지는 위험하다며 임무 중단을 지시하지만, 키타이는 아버지의 무관심에 대한 원망을 드러내며 거부한다.
키타이는 콘도르에게 잡혀 둥지로 끌려가고 통신기도 망가진다. 콘도르 새끼를 공격하는 퓨마를 피한 후 강에서 뗏목을 타고 표류하다가 꿈에서 누나를 본다. 이후 급격한 기온 변화로 죽을 뻔한 순간, 자신을 따라온 콘도르가 키타이를 보호하다 죽는다. 우여곡절 끝에 우주선 잔해에 도착하지만, 비컨 신호가 대기에 막혀 발송되지 않는다. 키타이는 우주선에서 탈출한 어사와 마주치게 되고, 아버지에게 배운 고스팅 기술로 어사를 처치한다. 마침내 화산 위에서 구조 신호를 보내는 데 성공하고, 키타이와 사이퍼는 구조되어 노바 프라임으로 귀환한다.

## 배역
윌 스미스와 그의 아들이 주연을 맡았다.